# Academia do Exército Imperial Japonês

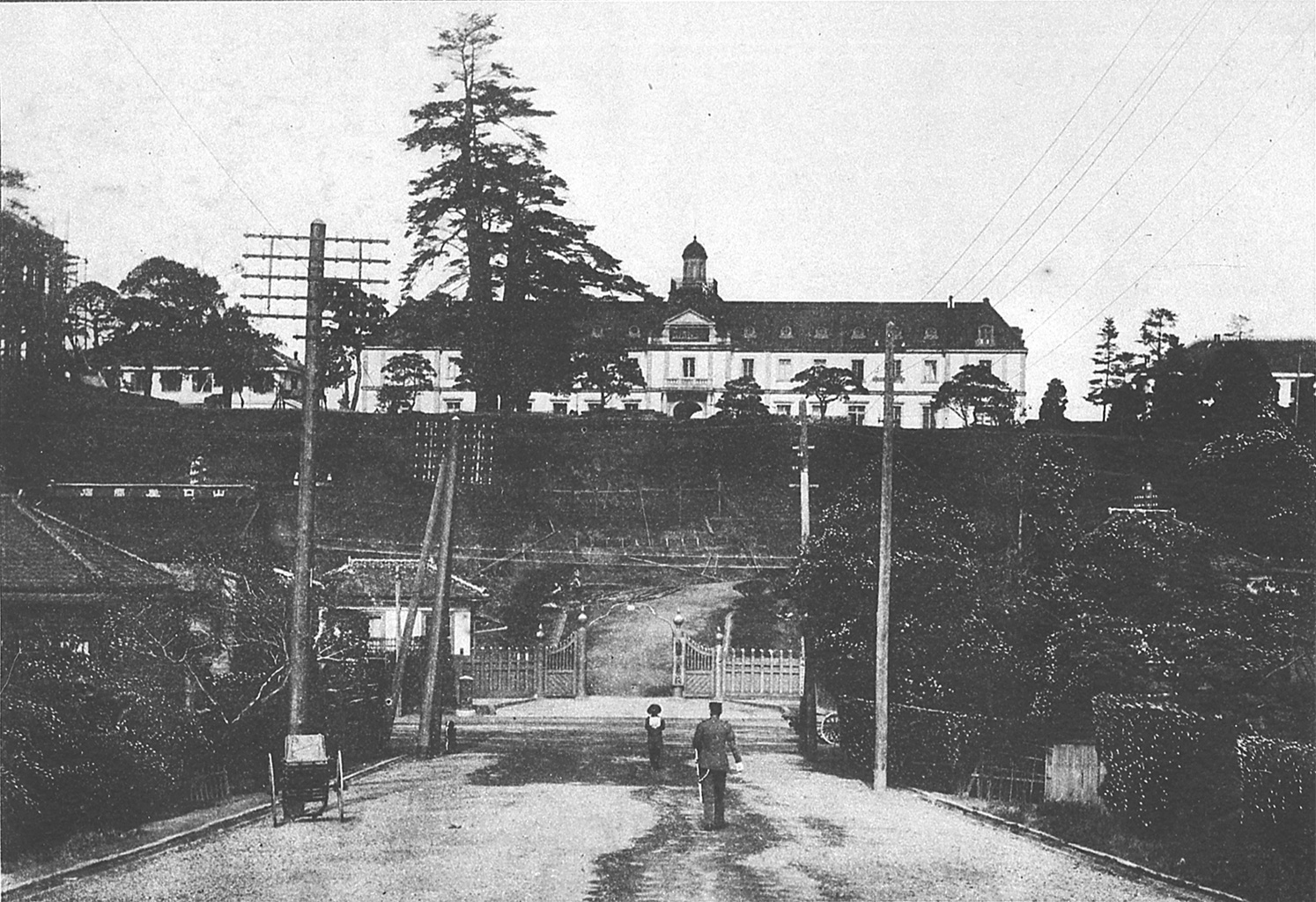
Academia do Exército Imperial Japonês, em Tóquio, em 1907.

A Academia do Exército Imperial Japonês (陸軍士官学校, Rikugun Shikan Gakkō)  foi a principal escola de treinamento de oficiais do Exército Imperial Japonês. O programa consistia em um curso júnior para graduados em escolas locais de cadetes do exército e para aqueles que haviam concluído quatro anos do ensino médio, e um curso superior para candidatos a oficiais.

## História e antecedentes

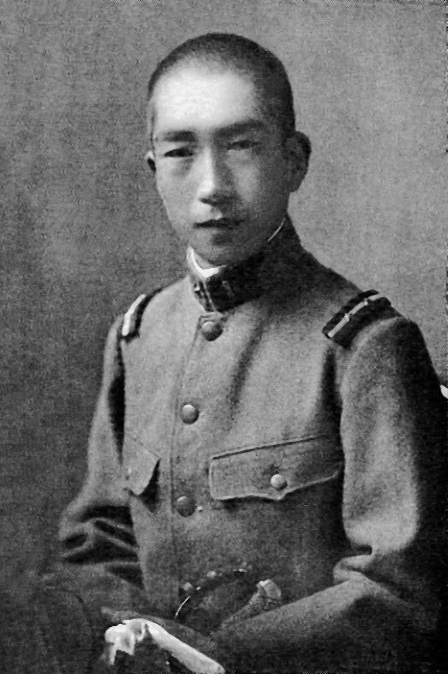
SMI Príncipe Takeda Tsuneyoshi, então sargento de cavalaria do exército e cadete da 42ª turma no final da década de 1920.

Estabelecida como Heigakkō em 1868 em Kyoto, a escola de treinamento de oficiais foi renomeada como Academia do Exército Imperial Japonês em 1874 e transferida para Ichigaya, Tóquio. Depois de 1898, a Academia passou a ser supervisionada pela Administração de Educação do Exército.
Em 1937 a Academia foi dividida, com a Academia do Curso Sênior sendo transferida para Sagamihara na província de Kanagawa, e a Escola do Curso Júnior transferida para Asaka, Saitama. A 50ª cerimônia de formatura foi realizada nos novos edifícios da Academia em Sagamihara em 20 de dezembro de 1937, e contou com a presença do próprio Imperador Shōwa. Em 1938, uma escola separada foi criada para oficiais da aviação militar. Durante a Segunda Guerra Mundial, a escola era altamente respeitada e o corpo docente era composto por muitos ex-alunos da Universidade Imperial de Tóquio. Também aceitou um grande número de estudantes da China, e muitos desses cadetes mais tarde tiveram posições de destaque nas Forças Armadas da República da China. Em junho de 1945, como medida de precaução devido aos bombardeios aliados, a Academia enviou todo o seu pessoal e 3.000 estudantes para um acampamento de longa duração na província de Nagano, deixando a instalação sob uma guarda reduzida como zeladores. Em setembro de 1945, após a rendição do Japão, um batalhão da 1ª Divisão de Cavalaria do Exército dos EUA assumiu o controle da Academia das mãos dos soldados que a guardavam. A Academia foi abolida junto com o Exército Imperial Japonês no final de 1945, e seus terrenos em Sagamihara agora fazem parte da base do Exército dos Estados Unidos em Camp Zama.
Atualmente a instituição correspondente da moderna Força Terrestre de Autodefesa do Japão é a Academia de Defesa Nacional do Japão.

## Currículo

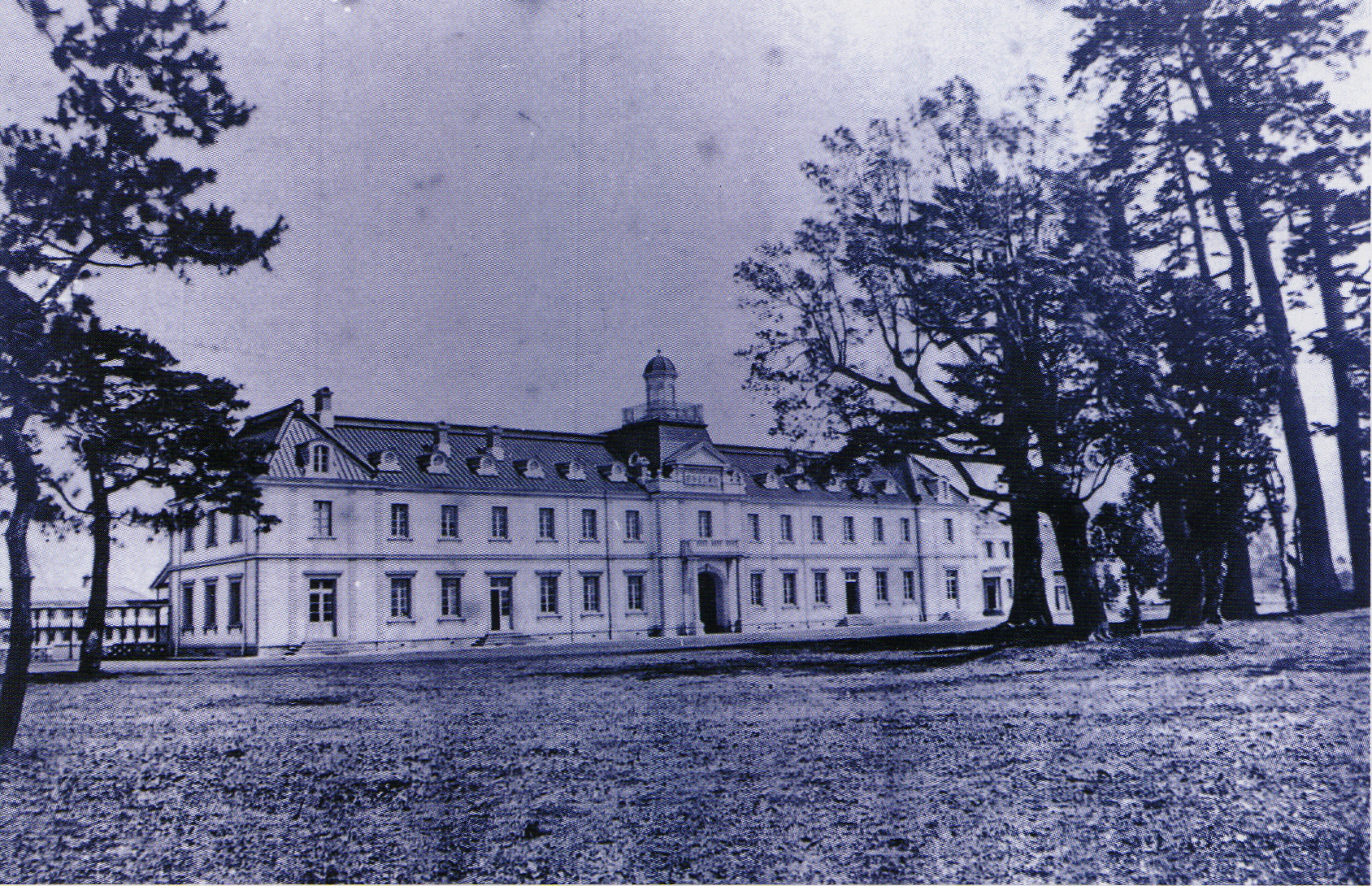
A Academia do Exército Imperial Japonês em Ichigaya, Tóquio (市ヶ谷陸軍士官学校), construída pela segunda Missão Militar Francesa no Japão (fotografia de 1874).

De 1937 a 1945, cerca de 18.476 cadetes foram treinados na Academia do Exército Imperial Japonês.
Os candidatos à Academia do Exército Imperial Japonês foram rigidamente selecionados entre graduados de cursos de 3 anos em uma das escolas preparatórias militares (Rikugun Yonen Gakkō) em Tóquio, Osaka, Nagoya, Hiroshima, Sendai e Kumamoto, e de outros candidatos com as devidas qualificações físicas e educacionais. As Rikugun Yonen Gakkō eram escolas principalmente para filhos de oficiais e filhos de soldados do exército que tombaram em combate. Alguns candidatos eram homens alistados no serviço ativo com menos de 25 anos; outros eram candidatos gerais com idades entre 16 e 18 anos que passaram em um exame.
O currículo de treinamento incluía cursos de educação geral de nível universitário, artes marciais tradicionais e equitação. Depois de completar a parte júnior de dois anos de treinamento em Asaka em Saitama, os cadetes seriam designados por oito meses para regimentos de infantaria para se familiarizarem com o armamento do Exército e as habilidades de liderança de pelotão antes de retomarem os estudos no programa sênior de 1 ano e 8 meses em Sagamihara em Kanagawa. Após a formatura, os cadetes tornavam-se oficiais aprendizes com o grau de sargento-mor (mas que eram tratados como oficiais) e, após a conclusão bem-sucedida de quatro meses de avaliação em seus regimentos designados, eram formalmente comissionados como segundos-tenentes.